# ヘリウー島
ヘリウー島（ヘリウーとう、スウェーデン語: Helgö）は、スウェーデンのメーラレン湖に浮かぶ島である。ストックホルム県エーケレー市に属する。島の大きさは、南北に最大でおよそ1.5 km、東西におよそ5 km、面積は0.482 km2ほどである。
この島はヴェンデル期において祭政の中心的な機能を持っていた可能性があるが、ヴァイキング時代の初頭にはほとんど放棄されていたようである。

## 発掘調査

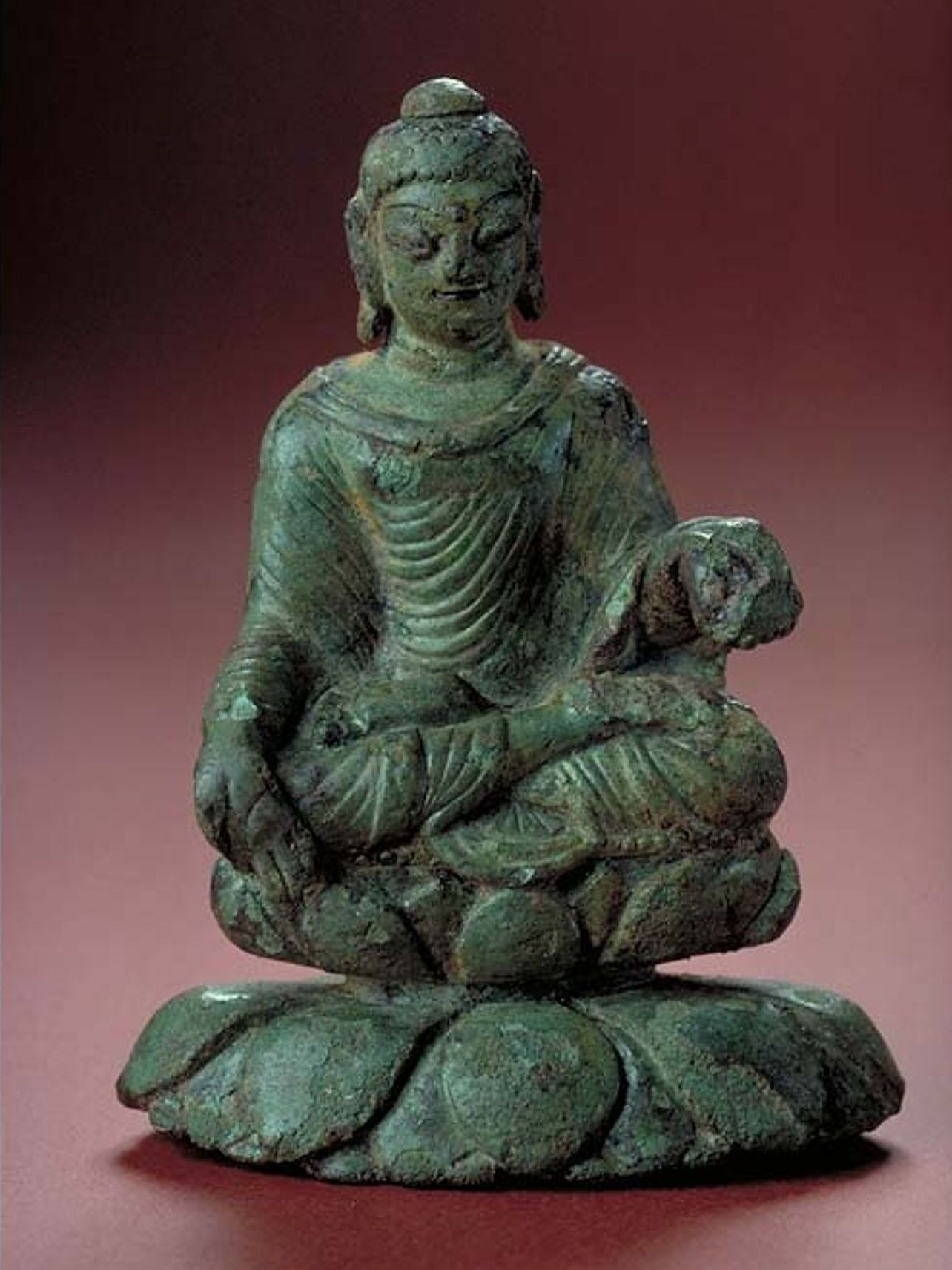
島の遺跡から出土した釈迦像（高さ8.4 cm）

この島は、主に考古学的に重要な地域として知られている。古代の交易都市は西暦200年頃から出現が確認されており、これはビョルケー島のビルカよりも500年ほど前である。1954年に初の発掘調査が行われ、作業場など初期の集落跡が発見され、国際的な関心を集めた。この遺跡の最も注目すべき出土品は、北インドのものと思われる釈迦像とエジプトのコプトの洗礼用の柄杓で、どちらも6世紀のものとみられる。現在、これらに加えてアイルランドの司教杖などがストックホルムのスウェーデン国立歴史博物館で展示されている。またヴェンデル期前半の鉄工房跡からは、ヨーロッパで最も多くの鋳型が発見されており、金属精錬技術の高さを示している。
遺跡での発掘調査の結果は、スウェーデン・アカデミーと王立の学術団体によって報告されている。1954年から1956年にかけての第1巻に始まり、2011年には最終巻の第18巻が発行された。

## カッゲホルム
カッゲホルムのある場所は、1287年の土地権利書で初めて言及されている。1500年代、周辺の農場はグリプ家とボート家が所有する土地であった。
1647年、ラース・カッグ伯爵は地所を手に入れ、カッゲホルムと名づけた。カッグはグスタフ2世アドルフの政治的な盟友で、スウェーデン枢密院のメンバーでもあり、三十年戦争においては陸軍元帥であった。
このシャトーのようなマナー・ハウスは、小ニコデームス・テッシンの設計に基づき、1725年に建てられたものである。
1939年以降はペンテコステ派の所有となり、近隣のフォルケホイスコーレ（Kaggeholms folkhögskola）の研修施設として使用された。

現在は、国内の不動産開発企業によって会議場として運営されている。

## ギャラリー

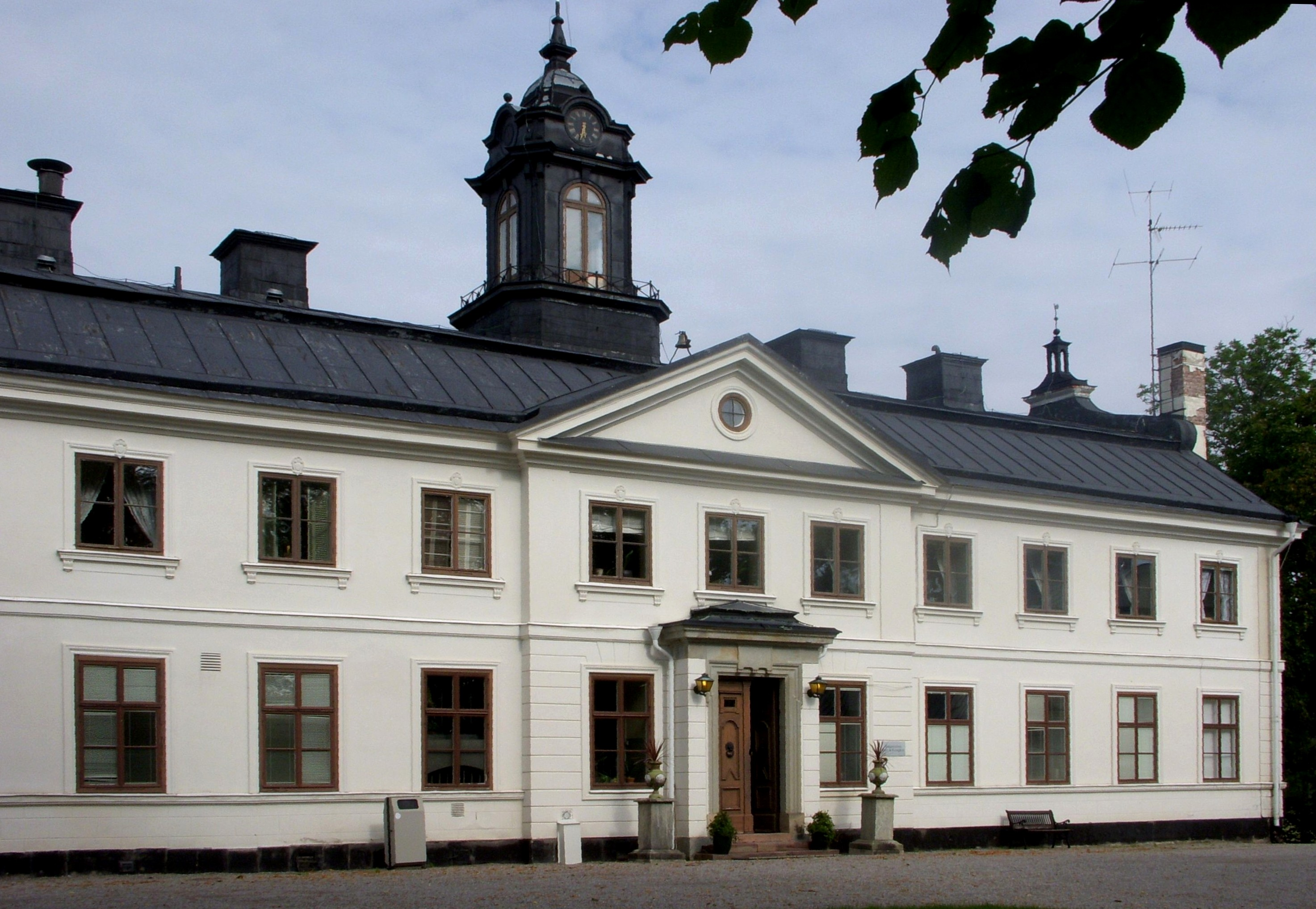
カッゲホルムのマナー・ハウス
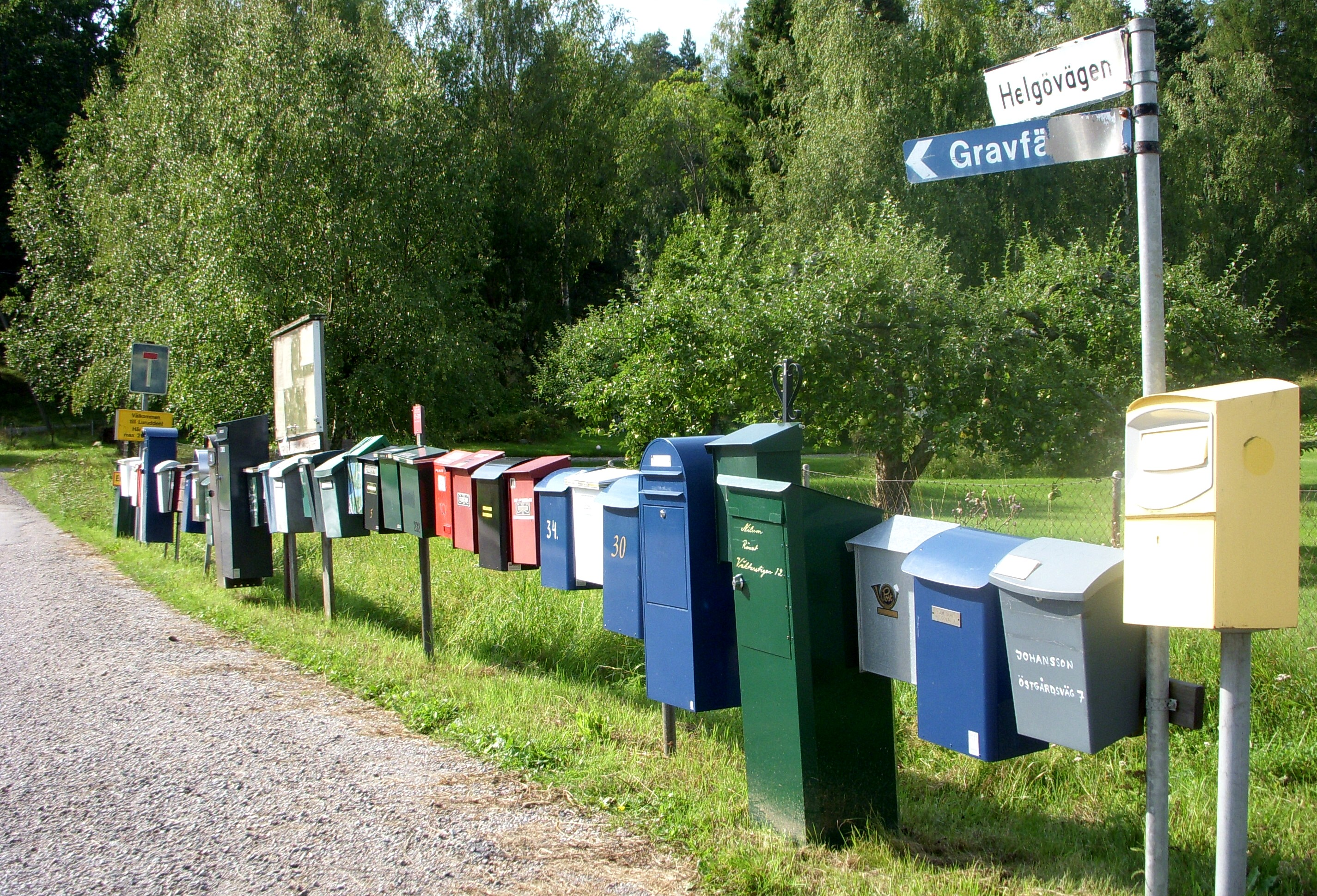
郵便受けが並ぶ風景
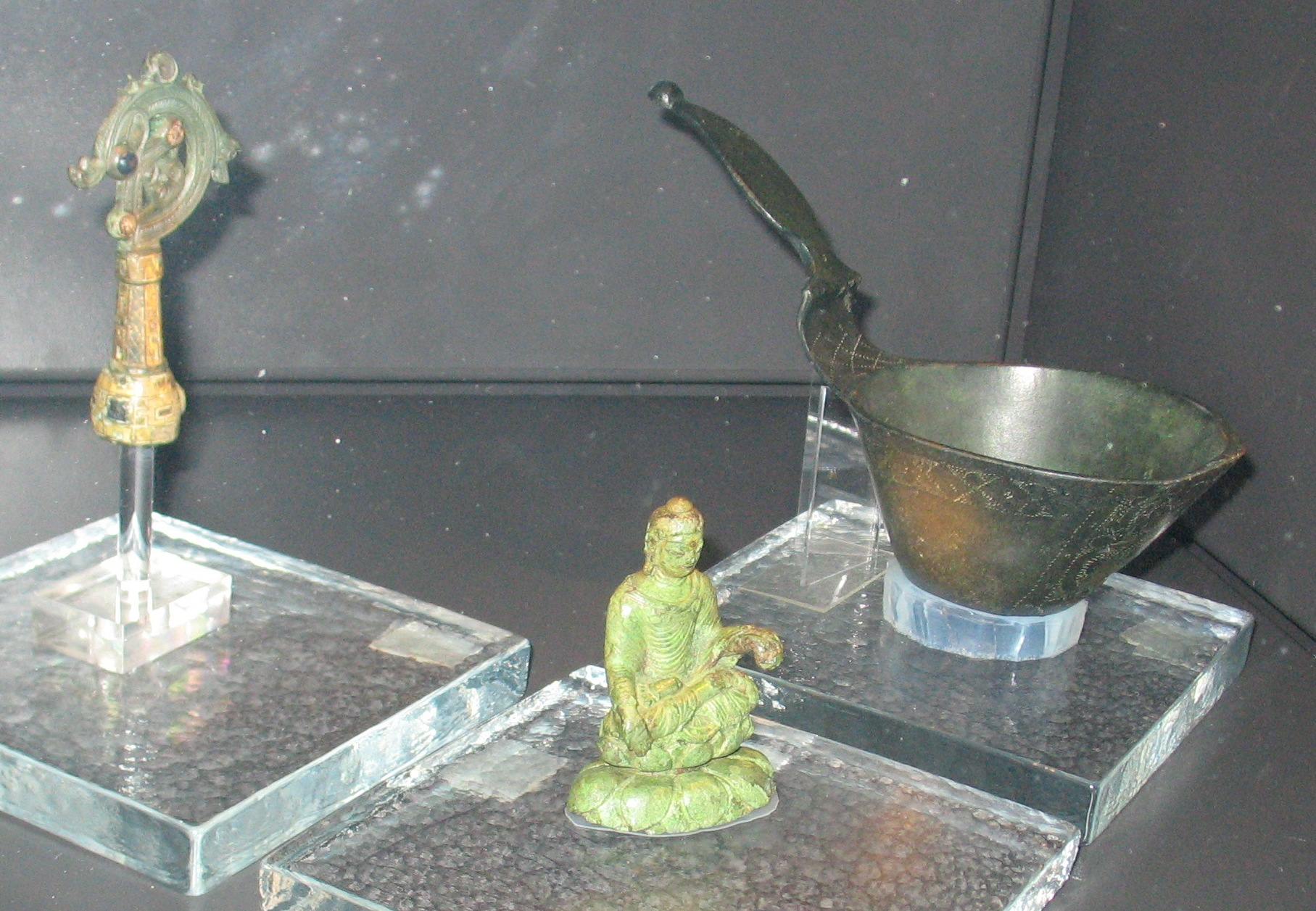
遺跡からの出土品
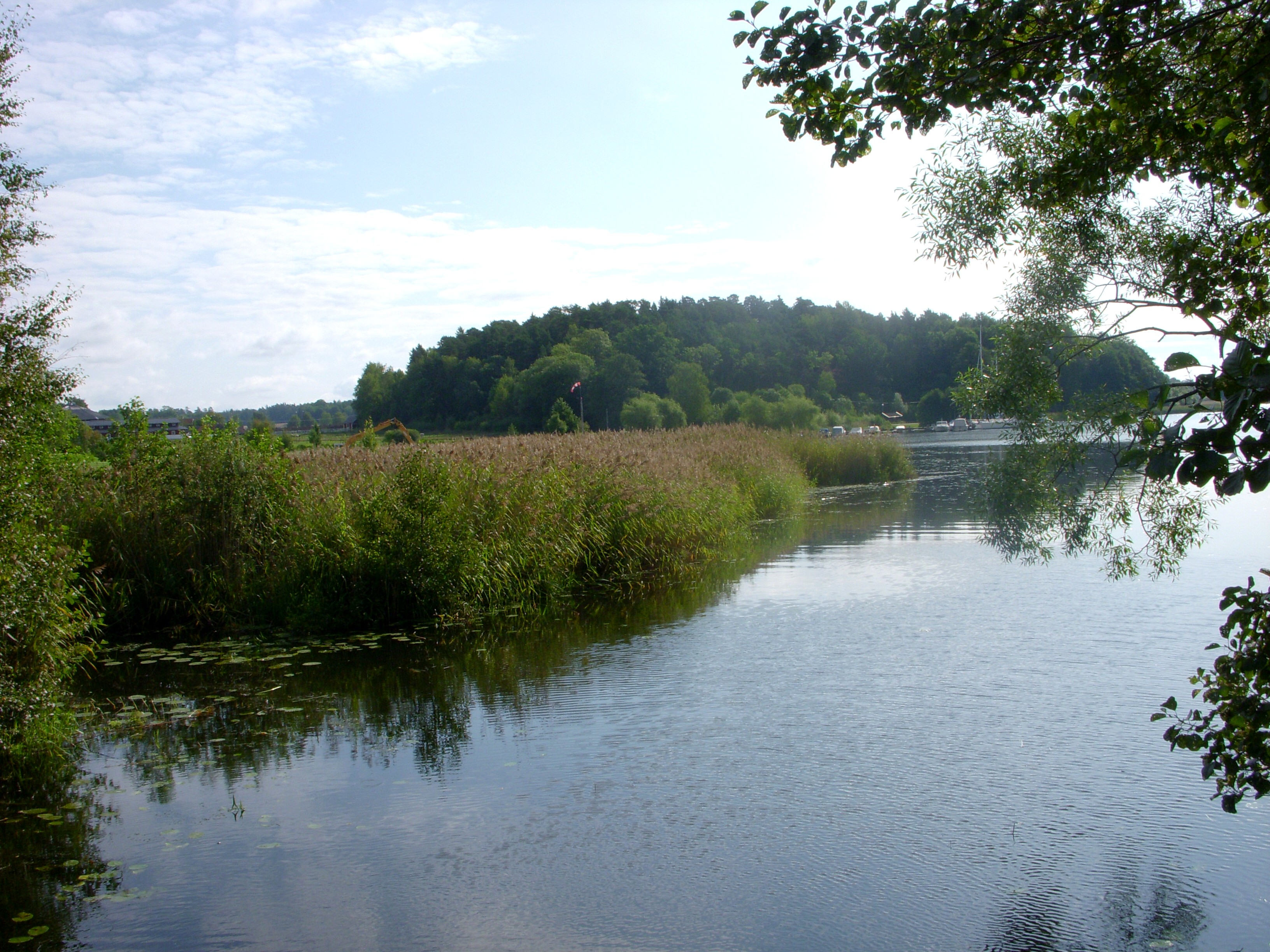
島の水路
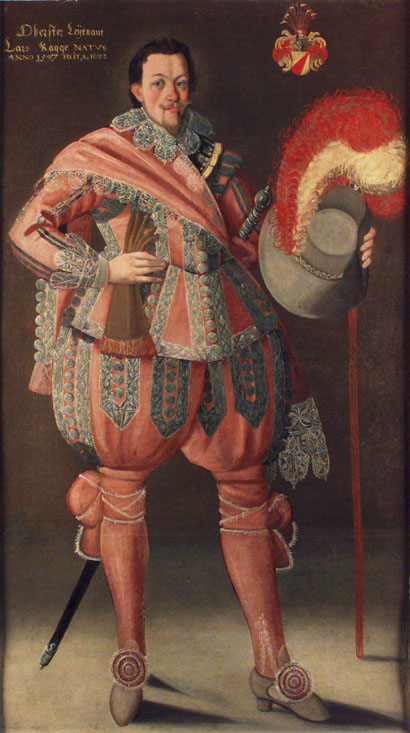
ラース・カッグ（1623年の作品）